# Verticordia chrysantha
Verticordia chrysantha là một loài thực vật có hoa trong Họ Đào kim nương. Loài này được Endl. miêu tả khoa học đầu tiên năm 1838.